# Vernal
Vernal – miasto w Stanach Zjednoczonych, w stanie Utah, siedziba administracyjna hrabstwa Uintah. Miejsce narodzin Jamesa Woodsa.